# Acate
Acate település Olaszországban, Szicília régióban, Ragusa megyében. Lakosainak száma 10 576 fő (2023. január 1.). Acate Caltagirone, Chiaramonte Gulfi, Gela, Mazzarrone és Vittoria községekkel határos.

## Népesség
A település népességének változása:
| Lakosok száma | 11 182 | 11 325 | 10 576 |
|               | 2017   | 2018   | 2023   |